# Parti socialiste de Roumanie
Le Parti socialiste de Roumanie (en roumain, Partidul Socialist) était un parti politique socialiste roumaine, fondée le 11 décembre 1918 par des membres du Parti social-démocrate de Roumanie (PSDR), à la suite de la sortie de ce dernier de la clandestinité. Fort de son héritage lié au PSDR, le PS maintint des liens étroits avec le mouvement ouvrier local et se trouvait symboliquement rattaché au premier groupement socialiste national, le Parti ouvrier social-démocrate roumain. Sa création coïncida avec l'instauration de la Grande Roumanie, au lendemain de la Première Guerre mondiale ; après le mois de mai 1919, il s'engagea dans un processus de fusion avec les formations social-démocrates des anciens territoires de l'Empire austro-hongrois — à savoir, les partis socialistes de Transylvanie, du Banat et de la Bucovine. Ces partis adoptèrent une plateforme commune dès octobre 1920. Sous l'influence grandissante du léninisme, le PS se scinda en deux factions : une majorité maximaliste, favorable aux orientations bolcheviques, et une minorité réformiste. La première, adhérant au Komintern, se constitua sous la dénomination de Parti socialiste-communiste en mai 1921 (et prit officiellement le nom de Parti communiste de Roumanie dès 1922). La seconde fraction, quant à elle, finit par créer un nouveau Parti social-démocrate roumain.
Le siège du Parti Socialiste se trouvait à Bucarest, dans l'enceinte du Club Socialiste, sis rue Sfântul Ionică n°12, à proximité de l'ancien Théâtre national, lequel se situait immédiatement au nord de la place de l'Université. La rue en question fait désormais partie de la rue Ion Câmpineanu, à la suite de la déviation de cette dernière. Ce bâtiment, outre son rôle de quartier général du Parti Socialiste, abritait également l'ensemble des syndicats roumains en vigueur à l'époque, ainsi que la Commission générale des syndicats. Par ailleurs, les socialistes y publiaient le périodique Socialismul, dont le siège était établi rue Academiei.

## Histoire

### Contexte
En 1915, à une époque où le royaume de Roumanie demeurait fidèle à sa neutralité, le Parti social-démocrate des travailleurs de Roumanie (PSDR), sous la houlette du marxiste révolutionnaire Christian Rakovsky, tint un rôle non négligeable au sein du mouvement anti-guerre de Zimmerwald. L'année suivante, ledit groupe organisa nombre de rassemblements en faveur de la non-intervention dans ce qu'il considérait comme un « conflit impérialiste ». Lorsque, en août 1916, la Roumanie se joignit aux puissances de l'Entente, ce même groupe fut suspecté de sympathies pour les puissances centrales et fut dès lors interdit. Alors que son secrétaire, Dumitru Marinescu, fut contraint de s'engager et pérdit la vie sur le champ de bataille durant la campagne de Roumanie, plusieurs figures éminentes de ce mouvement, parmi lesquelles Rakovsky, furent emprisonnées. Gheorghe Cristescu, Alecu Constantinescu et d'autres poursuivirent leur activité à Bucarest sous l'occupation des puissances centrales, entretenant des liens avec le Parti social-démocrate d'Allemagne. Ce groupe, comprenant également Ecaterina Arbore, Constantin Popovici, Ilie Moscovici, Ghiță Moscu et Constantin Titel Petrescu, protesta contre la paix conclue avec les puissances centrales, et, en conséquence, fut arrêté par le gouvernement d'Alexandru Marghiloman, avant d'être libéré peu après par une amnistie.
L'histoire du Parti Social-Démocrate Roumain (PSDR) fut profondément marquée par la Révolution russe de 1917. À la suite de la révolution de février, Rakovsky fut affranchi par les troupes russes présentes à Iaşi et se réfugia à Odessa. Là, il s'engagea ardemment dans la lutte révolutionnaire contre l'État roumain et se joignit aux bolcheviks. En tant que membre de l'autorité Roumtcherod à Odessa, il s'associa à Mihai Gheorghiu Bujor, Alexandru Nicolau ainsi qu'au Comité d'action social-démocrate roumain, éphémère formation présidée par Ion Dic Dicescu, afin de fomenter une insurrection. Toutefois, leurs efforts furent vains, car une intervention militaire allemande vint les déloger, mettant fin à leur entreprise révolutionnaire.

### Création
Le PSDR, en son sein, en est venu à radicaliser sa rhétorique, ajoutant à ses appels antérieurs en faveur du suffrage universel un programme républicain ainsi qu'un soutien explicite à la réforme agraire. Son projet inclut également la suppression de toutes formes d’exploitation, tout en soulignant que cette transformation devrait s’opérer dans les limites du cadre législatif en vigueur. La promesse formulée par le roi Ferdinand Ier, consistant à légiférer sur la réforme agraire, ainsi que sur la réforme électorale, fut accueillie par l'aile modérée du PSDR.
Après avoir adopté sa dénomination nouvelle, le parti proclama solennellement son adhésion à la dictature du prolétariat et s'engagea avec vigueur dans le soutien des mouvements ouvriers radicalisés, atteignant son apogée lors de la grève générale de 1920.

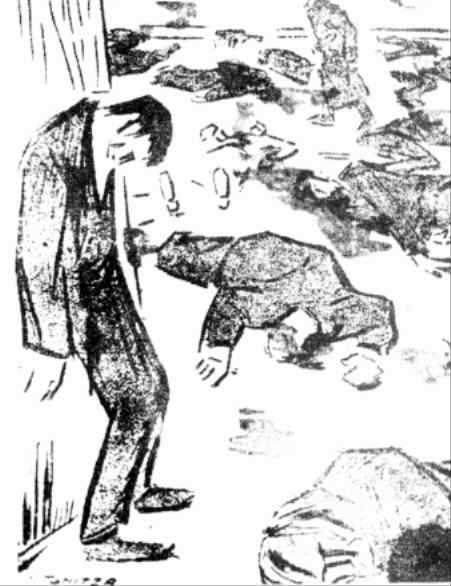
1918-12-13
Sept heures du soir...
C'est le calme dans tout le pays.
(Caricature de Nicolae Tonitza, publiée dans Socialismul, décembre 1919)

Le 26 décembre 1918, quelques jours seulement après la fondation du parti, les typographes de diverses imprimeries de Bucarest, qui manifestaient depuis le mois de novembre, se sont rassemblés devant le bâtiment de Sfântul Ionică et ont entamé une marche en direction du ministère de l'Industrie, situé sur la Calea Victoriei, pour revendiquer la réduction de la journée de travail à huit heures, des augmentations de salaire, la garantie des libertés publiques, ainsi qu'une plus grande représentation des syndicats. Le groupe, au départ modeste, s'est rapidement élargi, atteignant selon certains témoignages contemporains près de 15 000 travailleurs. Sur ordre du gouvernement de Constantin Coandă, qui redoutait une contagion bolchevique, les autorités militaires reçurent finalement l'ordre de réprimer la manifestation avec force. Les troupes ouvrirent le feu sur la foule et lancèrent des attaques à coups de baïonnettes en trois vagues successives. Par ailleurs, elles investissaient le bâtiment de Sfântul Ionică, procédant à l'arrestation de plusieurs figures éminentes du mouvement socialiste, parmi lesquelles le secrétaire général Moscovici et IC Frimu, ce dernier succombant à ses blessures en détention. Quatre membres du Parti Socialiste, dont Alecu Constantinescu, furent condamnés à cinq années de prison, tandis que tous les autres détenus furent acquittés. Enfin, en février 1919, une grande partie des revendications des manifestants socialistes fut satisfaite. Les socialistes transylvaniens Iosif Jumanca et Ioan Flueraş, poussés par Constantin Titel Petrescu, se rendirent à Bucarest pour discuter de la question avec le roi Ferdinand et le nouveau Premier ministre, Ion IC Brătianu.
En mai 1919, les délégués des groupes transylvains et boucoviniens entreprirent des pourparlers avec le Parti Socialiste, dans le dessein de constituer un mouvement politique unifié. Au terme de ces négociations, des représentants furent élus au sein du Conseil général dudit Parti Socialiste, nouvellement formé. Ce processus aboutit, en octobre 1920, à l’adoption d’un statut unique, consacrant ainsi l’unification de ces entités en un ensemble cohérent.
À la fin de l'année 1919, le principal parti socialiste et l’aile transylvanienne furent approchés par le Parti populaire naissant en vue d'une fusion. Cette proposition fut examinée par les représentants du Parti socialiste, à savoir Moscovici, Flueraş et Jumanca, tandis que du côté du Parti populaire, la discussion était menée par Alexandru Averescu et Constantin Argetoianu. Les négociations ne donnèrent cependant aucun fruit, notamment après que Averescu tenta d'imposer le programme de son propre parti aux socialistes. Au cours des pourparlers, Argetoianu remarqua que le malaise s’amplifiait entre le groupe de Moscovici et l’aile extrême gauche du parti, rassemblée autour de Cristescu.
Après les élections de 1919, où le Parti socialiste réutilisa le logogramme du PSDR, composé de deux marteaux entrecroisés, ledit parti envoya sept représentants à la Chambre des députés. À l'issue des élections de l'année suivante, en 1920, il obtint dix-neuf sièges au sein de la Chambre et trois au Sénat. Toutefois, les trois candidats sénatoriaux de cette époque — Cristescu, Alexandru Dobrogeanu-Gherea et Boris Stefanov —, bien qu'ayant remporté la faveur populaire, ne purent faire valider leur élection par le Parlement. L'engagement du Parti socialiste dans la grève de l'année 1920 poussa les autorités à organiser une répression prompte et implacable, si bien que cinquante membres du parti demeuraient incarcérés au début de 1921.
Au commencement de l'année 1921, le Parti socialiste (PS) se trouvait doté de vingt-sept sections réparties à travers tout le pays, totalisant un effectif oscillant entre quarante mille et quarante-cinq mille adhérents inscrits. Cette organisation bénéficiait du soutien de la majeure partie des ouvriers ralliés aux syndicats, qui comptaient plus de deux cent mille individus. D'après les évaluations contemporaines, la classe ouvrière industrielle, telle qu'elle se manifestait au cours des décennies 1920 et 1930, était estimée entre 400 000 et 820 000 personnes.
Les militants notables du Parti Socialiste de l'époque incluaient David Fabian, Elena Filipescu et Panait Muşoiu. Parmi les sympathisants du Parti Socialiste, il convient de mentionner l'artiste et ancien prisonnier de guerre, Nicolae Tonitza, lequel apportait régulièrement sa contribution au périodique Socialismul. Par ailleurs, l'écrivain Gala Galaction figurait également parmi ceux qui soutenaient l'idéologie du Parti.

### Scission entre le Komintern et les réformistes
Le principal différend qui déchira le parti portait sur l'affiliation au Komintern, perçu par nombre de ses membres comme le successeur de la Deuxième Internationale. En 1920, le parti dépêcha des représentants au Deuxième Congrès mondial du Komintern à Moscou, où ces derniers s’engagèrent dans des délibérations prolongées sur cette question aux côtés de Christian Rakovsky, Grigori Zinoviev et Nikolaï Boukharine. Parmi les délégués figuraient Cristescu, Dobrogeanu-Gherea, David Fabian et Constantin Popovici ; tandis que les deux représentants du Parti socialiste de Transylvanie et du Banat étaient Eugen Rozvan et Flueraş. En tant qu’ancien membre du Conseil national roumain de Transylvanie, Flueraş était considéré par le Komintern comme un « ennemi de classe ».
Plus précisément, Boukharine exhorta le Parti Socialiste à consentir aux modifications de politique élaborées par Vladimir Ilitch Lénine, notamment les célèbres « vingt et un points » théorisés, à expulser Flueraş et d'autres éléments, à se soumettre à la supervision de la Fédération communiste des Balkans, rendant compte du Komintern, à se prononcer en faveur de l'élection d'un nouveau Comité central et à assurer que Socialismul fût transformé en un organe de presse communiste. Selon le journaliste Victor Frunză, une revendication supplémentaire, vivement contestée, impliquait la soumission des syndicats au contrôle du parti.
Dobrogeanu-Gherea, Popovici et Cristescu eurent l'honneur de s'entretenir avec Lénine, lequel, dans un entretien discret, les exhorta à adopter la résolution dans sa forme actuelle, tout en leur faisant, sous certaines réserves, quelques promesses visant à préserver un semblant d'autonomie pour le groupe roumain. De retour dans la capitale roumaine, Flueraş convia le parti à revenir à une posture réformiste et à soutenir l'idée de la Grande Roumanie. Accompagné de son allié Iosif Jumanca, lequel partageait ses vues, il rompit avec fermeté tous les liens avec le Parti Socialiste après la conférence qui se tint en janvier-février de 1921, et ce, malgré la rupture de leurs relations avec le mouvement. Ils furent par la suite suivis dans cette démarche par George Grigorovici, qui, à son tour, se détourna de l'ancienne voie.

### Congrès de mai
Dans le même intervalle, l'aile maximaliste, placée sous la houlette de Cristescu — lequel, après avoir mis de côté ses réserves personnelles, s'était engagé dans une première controverse véhémente avec Rozvan — résolut d'adhérer au Komintern et d'accepter les 21 points définis par Lénine. La proposition en faveur du Kominternisme fut rédigée avec l'aval de 18 des 38 membres du Conseil général et soumise à l'examen du Congrès tenu après le 8 mai. La faction maximaliste adopta alors le nom de « Parti socialiste-communiste » (PCdR).
Selon les archives, lors de la séance électorale du 11 mai, les partisans du Komintern avaient recueilli 428 mandats sur un total de 540, et, à la suite de l'abandon des réformistes, occupaient 51 sièges sur 77. L'historien Adrian Cioroianu et le journaliste Victor Frunză ont tous deux observé que ce succès des délégués léninistes devait davantage à une manipulation des procédures internes qu’à un véritable attrait populaire. Cette analyse ne faisait cependant pas l'unanimité parmi les opposants à l'affiliation : selon les déclarations du leader réformiste Iacob Pistiner, rapportées lors du procès de Dealul Spirii, si les dirigeants du Parti Socialiste Réformiste (PSR) n’étaient pas parvenus à se rattacher à la Troisième Internationale, la masse des militants du parti aurait, en conséquence, fini par les surpasser. Une troisième faction au sein du PS, composée de centristes favorisant une affiliation conditionnelle, et détenant 111 mandats, fut progressivement marginalisée dans les mois suivant au sein du groupe communiste.

Les procédures ont suscité maintes délibérations : d’après son propre témoignage, le réformiste Şerban Voinea, qui s’était chargé de traduire les 21 points de Lénine, fut accusé d’avoir fabriqué ces derniers dans le dessein de nuire à la réputation des bolcheviks (un délégué, dans un éclat de voix, s’écria qu’il était « absolument inconcevable que la Troisième Internationale eût adopté un tel texte dans de pareilles circonstances »). En outre, Boris Stefanov, dans un élan de raillerie, l’aurait incité à quitter le Parti socialiste pour rejoindre le Parti national-libéral, lui lançant à plusieurs reprises : « Aux libéraux ! Aux libéraux ! » En outre, Voinea relata l’impact extérieur du Congrès : « Dans les cercles influents, cet événement laissa une marque indélébile, provoquant des remous jusque dans les allées du pouvoir » : 
L'affaire était devenue un slogan avec lequel les gens se saluaient dans toute la ville : « Vive la Troisième [Internationale] ! Vive la Troisième ! ». Les enfants se disaient entre eux : « Vive le troisième ! ». À l’époque, il fallait un véritable courage civique pour se prononcer contre la IIIe Internationale. 

### Répression
Le 12 mai 1921, à quinze heures, des soldats de l'armée roumaine, sous la conduite d'un commissaire royal, pénétrèrent brusquement dans les locaux du bâtiment de Sfântul Ionică. Les 51 délégués socialistes-communistes furent aussitôt séparés du reste du groupe, appréhendés et transférés vers les centres pénitentiaires de Jilava et de Văcărești. Parallèlement, environ 1 200 militants socialistes-communistes notoires furent également incarcérés. Parmi les personnes arrêtées, en plus de Cristescu et Stefanov, se trouvaient des figures qui, par la suite, se distinguèrent dans le milieu communiste, telles que Vitali Holostenco, Marcel Pauker, Elena Filipescu, Lucrețiu Pătrășcanu et Elek Köblös. Il convient de souligner que ce dernier fut, plus tard, accusé de complot avec les autorités, cette supposition reposant sur des conjectures avancées selon lesquelles son discours, prononcé au moment précis de l'intervention, constituerait en réalité un signal clandestin.

Les autorités ont poursuivi les individus incarcérés (jusqu’à trois cents, selon un rapport) lors du procès de Dealul Spirii, cherchant à établir des liens avec Max Goldstein, un terroriste d’affiliation incertaine, auteur d’une explosion survenue au sein du Sénat roumain le 8 décembre 1920. Les chefs d’accusation étaient fondés sur le rejet manifeste du groupe envers la Grande Roumanie et son plaidoyer en faveur d’une « révolution universelle », un engagement ayant suscité des soupçons quant à leurs tentatives de renverser l’ordre établi par des actions similaires à celles de Goldstein. Cette accusation fut formulée par les procureurs de la manière suivante :
Le Congrès a outrepassé son ordre du jour et a soumis au débat l'affiliation à la Troisième Internationale, décidant de la soumettre au vote. 
L'instigateur de cette mesure fut Constantin Argetoianu, ministre de l'Intérieur du gouvernement du Parti populaire dirigé par Alexandru Averescu, qui reconnut ultérieurement que l'arrestation n'avait point de fondement juridique. Il affirma également avoir donné son assentiment à Cristescu pour que le Congrès constituât l'occasion d'examiner cette motion, qui, sans nul doute, était illégale, et il démontra ainsi qu'il avait envisagé l'arrestation des principaux dirigeants, convaincu qu'une fois cette décision prise, « toute agitation se dissiperait comme un édifice élevé sur du sable ». Cette délibération suscita des réactions partagées au sein de l'exécutif : selon Argetoianu, le Premier ministre Averescu fit preuve d'hésitation, tandis que le ministre de la Justice, Grigore Trancu-Iași, le dissuada d'agir (d'où la décision d'Argetoianu d'ordonner l'arrestation sans en avertir préalablement ses pairs du Parti populaire, présentant la chose comme un fait accompli). Fort de sa conviction, Argetoianu déclara plus tard que « le communisme est terminé en Roumanie ».
Alors que l'instruction du procès se poursuivait, Argetoianu consentit à ce que plusieurs accusés socialistes-communistes, parmi lesquels figurait Leonte Filipescu, fussent exécutés sommairement tandis qu'ils se trouvaient en détention, prétextant qu'ils avaient tenté de s'évader. Divers prisonniers, dont certains survivants, firent état de violences physiques auxquelles ils eurent à souffrir, et plusieurs d'entre eux furent confinés dans des cellules d'isolement.
Lors du troisième Congrès du Komintern, tenu en juillet, Karl Radek rapporta que le gouvernement bolchevique russe et le groupe international dans son ensemble persistaient à reconnaître les dirigeants socialistes-communistes incarcérés comme l'organe exécutif officiel du parti roumain. Plusieurs réfugiés, principalement originaires de Bessarabie, furent élus pour représenter le parti à Moscou, parmi lesquels Saul Ozias et Gelber Moscovici. Alecu Constantinescu, le seul socialiste de premier plan présent à ce moment, les rejoignit. Victor Frunză attribua à cette période la rupture des liens entre la tradition du Parti Socialiste et le nouveau courant bolchevique. Son interprétation fut cependant contestée par Vladimir Tismăneanu, qui conclut au contraire que la subordination au Komintern était également exigée de la part de tous les membres pro-bolcheviques du Parti Socialiste.

### Conséquences et héritage
La majorité des prévenus furent en définitive amnistiés sur ordre du monarque Ferdinand Ier. Lors de leur congrès de 1922 à Ploieşti, les socialistes-communistes établirent formellement le Parti communiste de Roumanie (PCdR), dont Cristescu fut désigné comme premier secrétaire général. Ce dernier fut cependant désavoué par le gouvernement d'Ion I.C. Brătianu en avril 1924, par la promulgation de la loi Mârzescu, du nom de son instigateur, le ministre de la Justice Gheorghe Gh. Mârzescu. En 1925, Cristescu se sépara du groupe communiste, après s'être heurté à la Fédération communiste des Balkans au sujet de la question de la Grande Roumanie et après avoir été progressivement mis à l'écart. Le PCdR survécut, sous forme d'un groupuscule marginal, dans la clandestinité, nombre de ses dirigeants cherchant asile en Union soviétique. À la fin de la Seconde Guerre mondiale, il fut réanimé grâce au soutien de l'occupation soviétique, pour devenir le parti dominant de la Roumanie communiste.
Rétabli en janvier 1922 et sous la direction d'Ilie Moscovici, Litman Ghelerter et Constantin Popovici, le Parti socialiste (PS) conserva une existence nominale après sa fusion avec la Fédération des partis socialistes roumains (FPSR), nouvellement instituée en mai 1922. Se réclamant du symbolisme du PS et réunissant divers groupes réformistes du pays, cette entité forma sa propre faction à la Chambre des députés et se fit représenter à la 2½ Internationale. Le 7 mai 1927, les divers groupements composant la Fédération se consolidèrent afin de reconstituer le Parti social-démocrate roumain (PSD), placé sous la houlette de Constantin Titel Petrescu. Le Parti socialiste, à la différence d'autres mouvances, refusa de s'associer à la Deuxième Internationale et choisit de se rattacher au Bureau de Paris, un choix qu'il partagea avec un groupe de l'aile gauche du PSD.
Le journaliste Victor Frună soutient que les communistes ont alimenté plusieurs mythes au sujet du Parti socialiste. En 1921, Rakovsky aurait affirmé que le PCdR avait hérité de la vaste majorité des 40 000 membres du PS. Une telle assertion fut vivement rejetée par le FPSR, lequel crédita le PCdR d'à peine 500 membres, tandis que le Komintern lui-même réduisit finalement la revendication officielle à 2 000 membres. En 1951, plusieurs années après l'accession au pouvoir du Parti communiste, son chef Gheorghe Gheorghiu-Dej favorisa l'idée que le vote sur l'affiliation au Komintern avait eu lieu le 13 mai, plutôt que le 12 mai (alors que, à ce moment, la majorité des votants avaient déjà été incarcérés). Cette version fut interprétée comme une tentative de présenter le PCdR comme le successeur naturel du PS.

## Sources
1. ↑  Brătescu
2. ↑  Argetoianu, "Memorii (Magazin Istoric), p.75
3. ↑  Zambaccian
4. ↑  Tismăneanu, p.72
5. ↑  How the Bolshevik-Leninist Group of Romania was Founded (with introduction), at the Marxists Internet Archive; retrieved July 19, 2007